# 比利小英雄
《比利小英雄》（丹麥語：Pelle Erobreren）是丹麥導演比利·奧古斯特於1987年的電影作品，電影講述一對從瑞典移民到丹麥的父子的故事。本片在各方評論大獲好評，並獲得第41屆坎城影展最高榮譽金棕櫚獎、金球獎最佳外語片與奧斯卡最佳外語片獎。

## 外部連結
- 比利小英雄 - 古腾堡计划
- 互联网电影数据库（IMDb）上《比利小英雄》的资料（英文）
- 豆瓣电影上《比利小英雄》的資料 （简体中文）
- Box Office Mojo上《比利小英雄》的資料（英文）
- 爛番茄上《比利小英雄》的資料（英文）
- 香港外語電影資料網上《赤子雄心 （页面存档备份，存于）》的資料 （繁體中文）